# Obermais
Obermais (italienisch Maia Alta) ist ein Ortsteil der Stadt Meran in Südtirol mit ungefähr 3600 Einwohnern. Obermais ist vor allem als Villenviertel von Meran bekannt, welches sich überdies durch zahlreiche Ansitze und Schlösser auszeichnet.

## Lage
Obermais liegt im Meraner Talkessel im Burggrafenamt auf dem Schwemmkegel des Naifbaches auf der orographisch linken, östlichen Seite der Passer. Auf der gegenüberliegenden Flussseite befindet sich die Meraner Altstadt. Im Süden bildet der Winkelweg die Grenze zu Untermais, im Norden grenzt Obermais mit dem Viertel Lazag (Passer-Au) an Schenna, im Osten an Labers. Es liegt 374 Meter über dem Meeresspiegel. Das Obermaiser Zentrum liegt rund um den Brunnenplatz und am Anfang der Dantestraße.

## Geschichte
Der Name Mais leitet sich von der römischen Zollstation Statio Maiensis ab. Sie bestand im 3. Jahrhundert in der Nähe der Passermündung in die Etsch. Im Jahr 1383 ist mit „Jaeklinus dictus Dorfmaister de Superiori Mais“ (Jäcklin genannt Dorfmeister von Obermais) ein Bewohner der damaligen Dorfgemeinde namentlich bezeugt. Mit Dekreten vom 24. September und 8. Dezember 1923 wurde Obermais (wie auch Untermais und Gratsch) nach Meran eingemeindet.

## Bildung

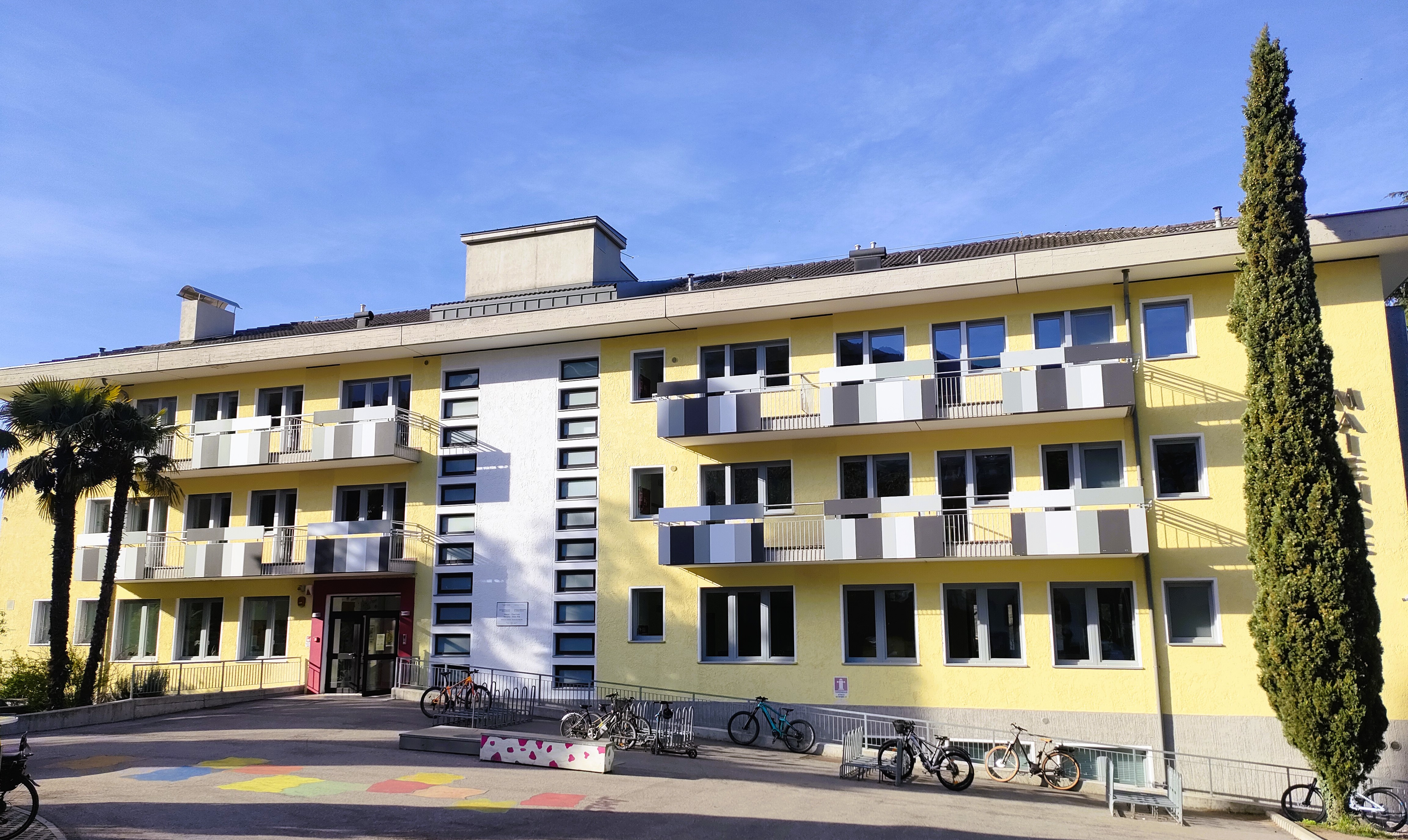
Mittelschule Obermais

In Obermais sind mehrere öffentliche Bildungseinrichtungen angesiedelt. Für die deutsche Sprachgruppe bestehen die Grundschule „Hermann von Gilm“ und die Mittelschule Obermais, für die italienische Sprachgruppe gibt es die Grundschule „Edmondo De Amicis“.
Der Heimatpflegeverein Obermais widmet sich kulturhistorischen Themen.

## FC Obermais
Eine lange Tradition hat der lokale Amateurfußballverein, welcher 1972 gegründet wurde. Bekannt ist er vor allem für die loyale Fangemeinde (Südkurve-Curva Sud), die seit 2005 besteht. Ab 2000 verbuchte der Verein eine stetige Leistungssteigerung, welche dazu führte, dass der FC Obermais zweimal in Folge aufstieg und somit in der höchsten regionalen Amateurspielklasse spielte. Dort hielt sich die Mannschaft für sechs Jahre, ehe sie in der Saison 2012/13 wieder in die Landesliga absteigen musste. Der Fußballplatz, auf dem der Verein seine Heimspiele austrägt, wird Lahn genannt.

## Sehenswürdigkeiten

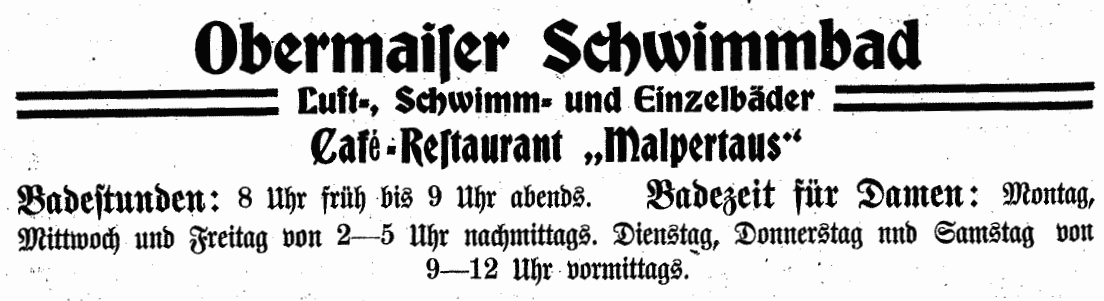
Werbeeinschaltung für das Obermaiser Schwimmbad im Maiser Wochenblatt vom 20. Juli 1907

- Pfarrkirche St. Georgen
- Schloss Knillenberg
- Schloss Pienzenau
- Ansitz Reichenbach
- Schloss Rubein
- Schloss Winkel
- Schloss Trauttmansdorff
- Schloss Planta
- Touriseum
- Villa Freischütz (Museum)
- Lazag[4]
- Obermaiser Waalweg

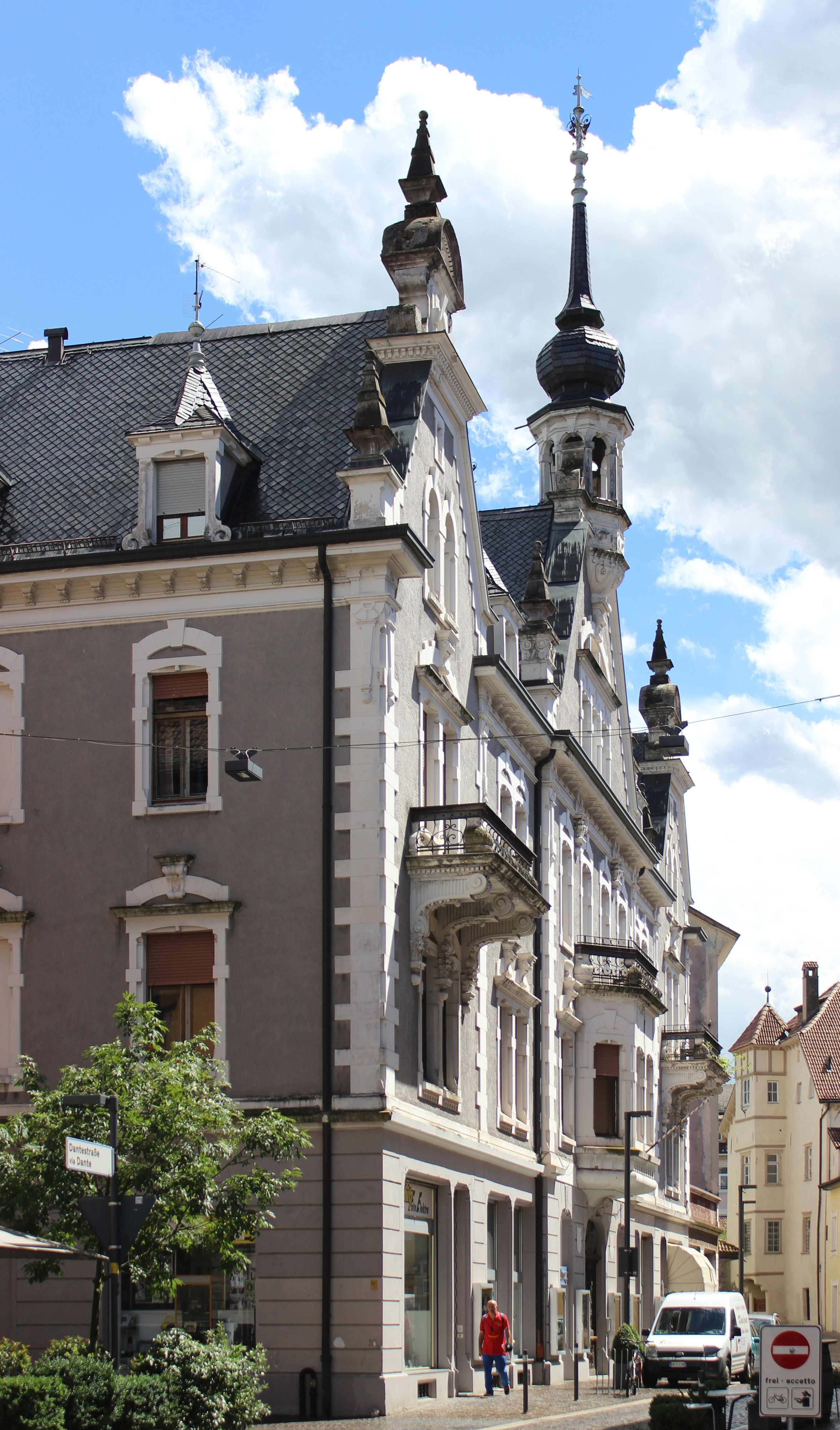
Altes Rathaus von Obermais
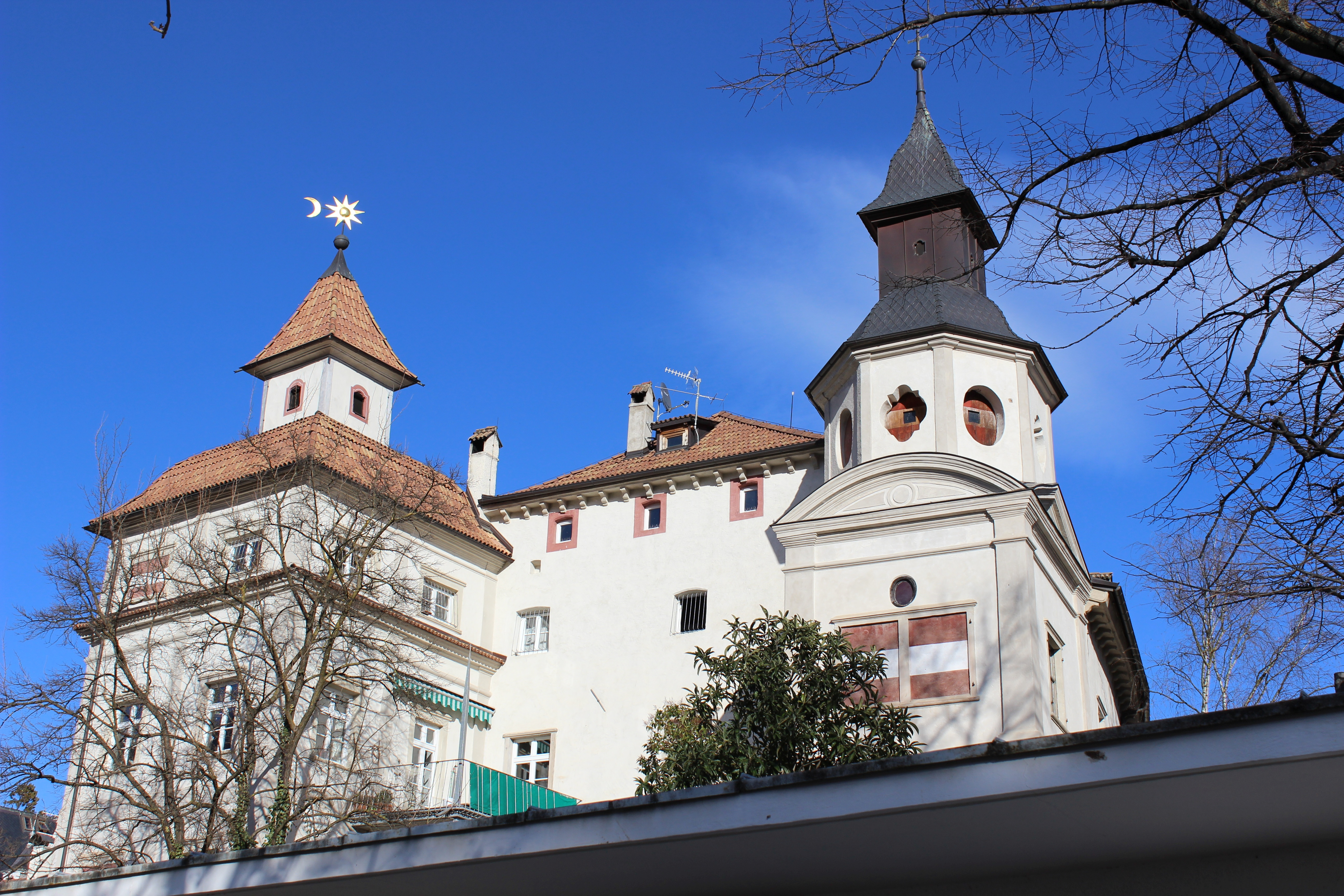
Schloss Knillenberg
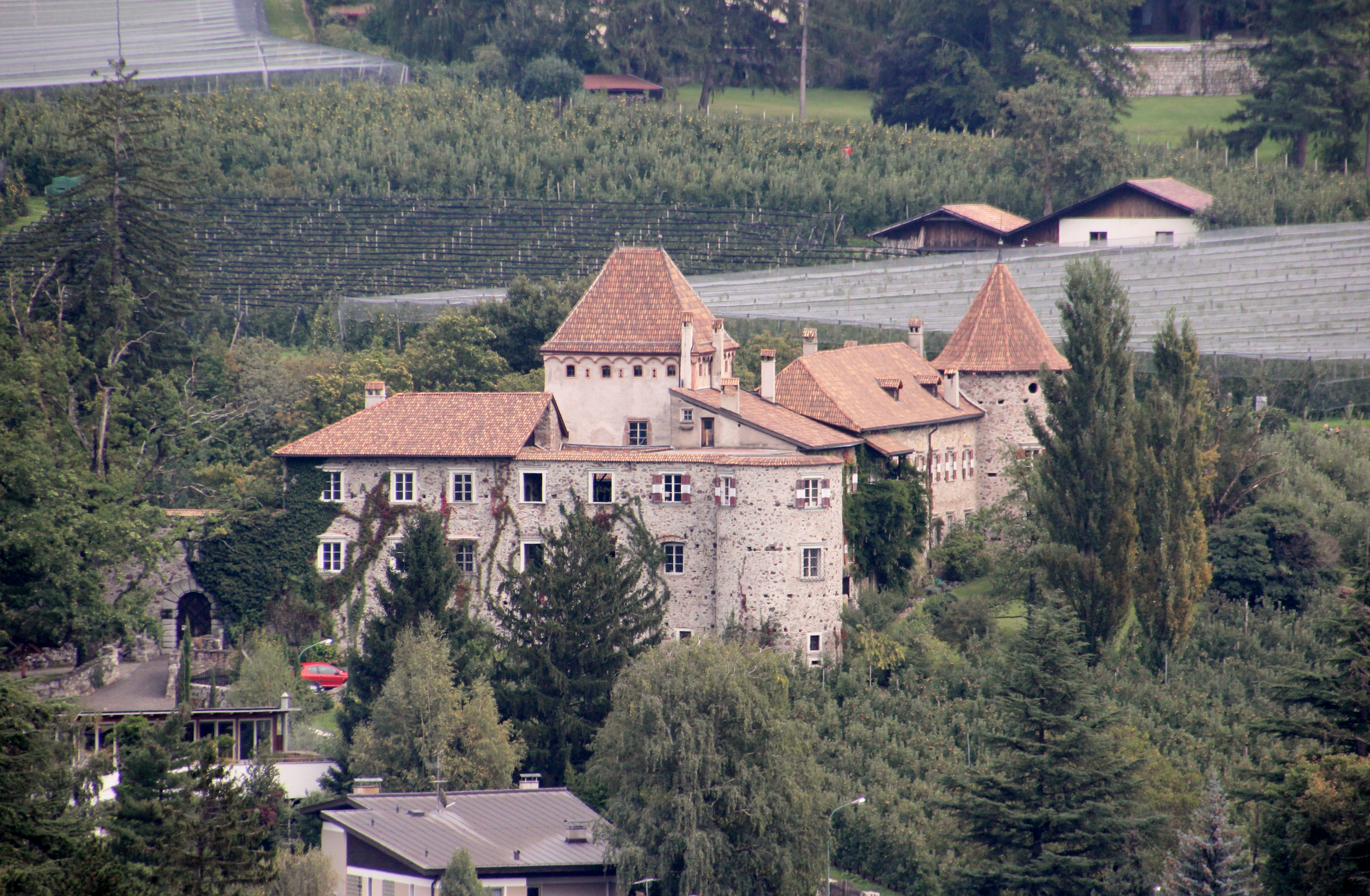
Schloss Planta
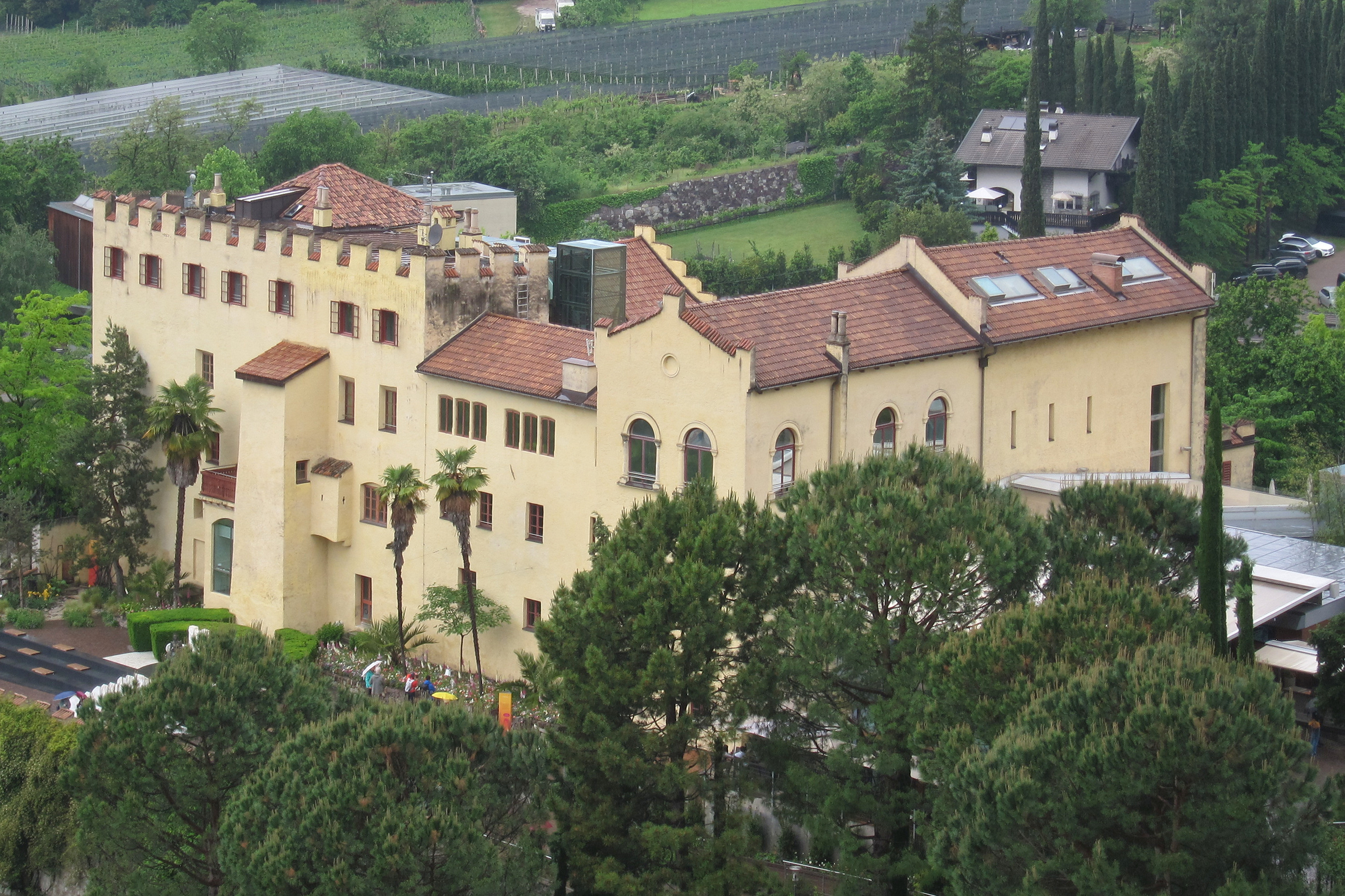
Schloss Trauttmansdorff
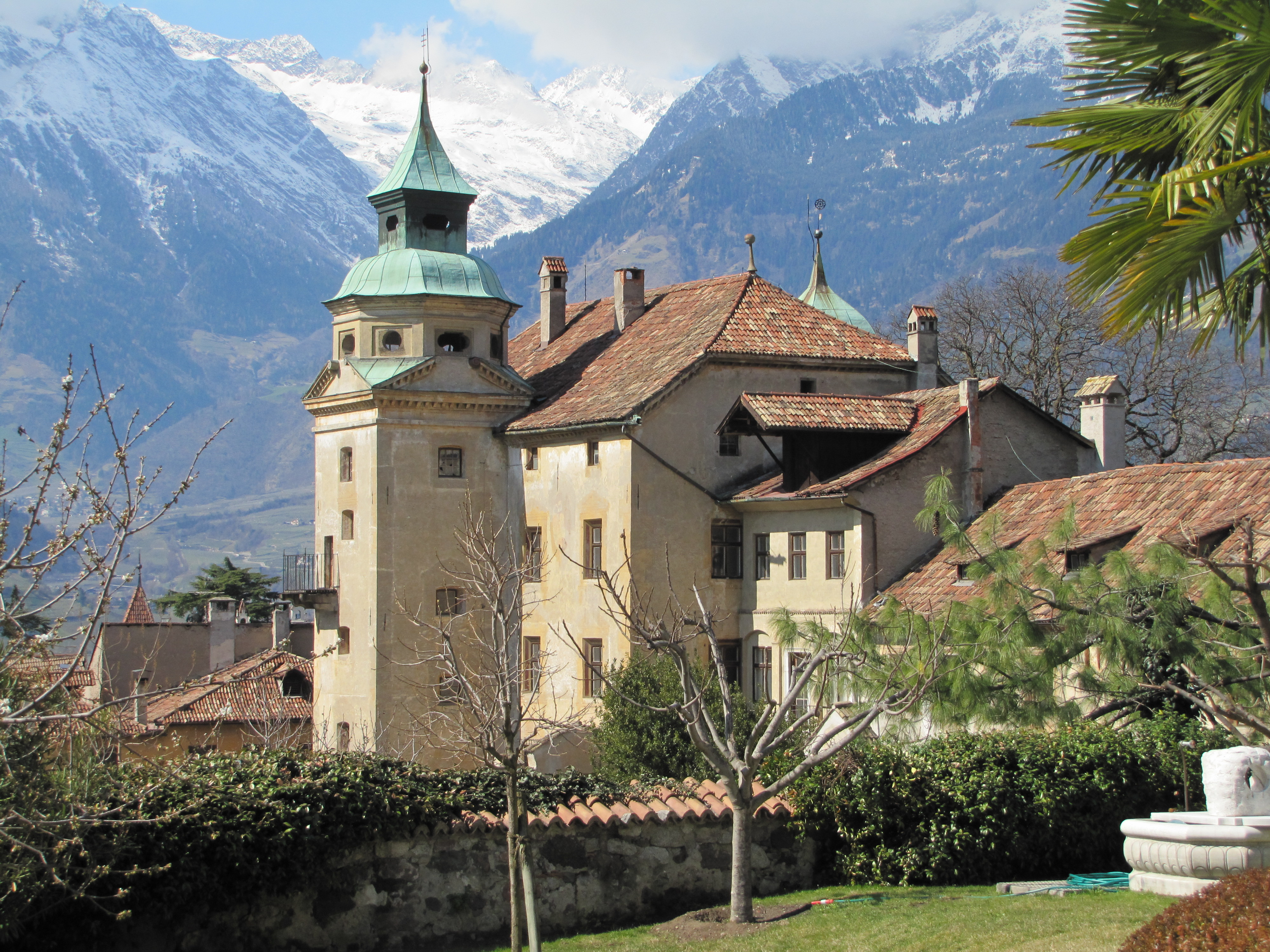
Schloss Winkel

## Töchter und Söhne
- Josef Ennemoser (* 1875), Zither- und Gitarrenbauer, schuf 1919 das Gitarrenlautenmodell Tenora.[5]
- Albin Müller Rundegg (1891–1975), Maler
- Erwin Lutz-Waldner (1912–1975), Maler